# Vino da taglio
Un vino da taglio è un vino che ha lo scopo di correggere alcune caratteristiche di altri vini, soprattutto la gradazione alcolica ed il colore. I vini da taglio sovente non vengono commercializzati come bevanda per il consumatore finale.
Più precisamente, si parla di vino da mezzotaglio che viene usato per effettuare la correzione di un'unica caratteristica di un vino (per esempio la gradazione alcolica, il colore o l'estratto del vino), mentre il vino da taglio viene invece usato per correggere più caratteristiche contemporaneamente.
Nell'Unione europea sono vietati il taglio di un vino originario di un Paese terzo con un vino dell'Unione e il taglio tra loro di vini originari di due o più Paesi terzi.
In quanto all'origine geografica dei prodotti che vengono miscelati fra loro vale la regola  che nei vini IGT almeno l'85 % della partita di vino (o prodotto a monte) proviene esclusivamente da uve raccolte nella zona geografica dichiarata, solitamente delimitata dall'art. 3 del disciplinare medesimo (salvo norme più restrittive dei singoli disciplinari). Per il rimanente max 15 % la normativa UE non pone alcun vincolo ma, trattandosi di IGT, deve comunque essere di origine italiana.
Analogamente, per i vini DOC e DOCG devono essere ottenuti al 100 % da uve raccolte nella zona delimitata dal disciplinare.
Va sottolineato che, per aumentare la gradazione alcolica (uno dei principali motivi del taglio), il metodo più facile sarebbe l'aggiunta di zucchero (detta zuccheraggio) al mosto. Negli altri Paesi della UE lo zuccheraggio del mosto è consentito, ma in Italia questa pratica è lecita solo per il Vermut e lo Spumante ; in tutti gli altri casi, per aumentare il contenuto zuccherino del mosto si ricorre al taglio del vino con mosti zuccherini o concentrati.